# Каштијељ (Шековићи)
Каштјељ је насељено мјесто у општини Шековићи, Република Српска, БиХ. Према попису становништва из 1991. у насељу је живјело 514 становника.

## Географија
Налази се на око 800 метара надморске висине, површине 7,58 км2, удаљено око 12 км од општинског центра. Сједиште је истоимене мјесне заједнице. Разбијеног је типа, а засеоци су: Бара, Бијело поље, Калдрма,
Млијечац, Подстражба, Ријека и Стари Каштијељ. Дејтонским мировним споразумом 1995, дио села припао је Републици Српској, а дио (6,05 км2) ФБиХ, општина Кладањ. Са сјевероисточне стране доминира висораван Равно брдо. Атар чине углавном пашњаци, ливаде и шуме. Богат је изворима, а значајнији је Ријека. На подручју села 2021. истражено је неколико јама (Стари Каштијељ, Обрадова и Просина јама) и пећина (Врело Ријека, Изнад врела Ријека и Пећина под креветом). Према предању, село је добило име по римској тврђави (лат. castellum – кастел), која се налазила на локалитету Градина.

## Историја
Каштијељ је 1895. пописан као заселак села Бијело Поље; 1948. Каштијељ и Бијело Поље били су засебна села, а заједно су имали 72 домаћинства и 428 становника; 1971. Каштијељ, као јединствено село 1971. – 638 становника; 1991. – 514 (513 Срба и један Хрват); 2013. у дијелу села у Републици Српској била су 64 домаћинства и 125 становника (Срба), а у дијелу у ФБиХ није било становника. Породица Влачић, дио Милића славе Никољдан; Вукајловић, дио Милића – Јовањдан; Кораћ – Св. великомученика Климента Римског; Костић, Максимовић, Марковић, Мићић, Филипић – Ђурђевдан; Спречаковић – Аранђеловдан. Према породичним предањима, преци данашњих становника доселили су се из Херцеговине и сјеверне Црне Горе. Солунски добровољац био је Мићо Филипић. У Другом свјетском рату погинуло је 30 припадника ЈВО. Током Одмбрамбено-отаџбинског рата 1992–1995. страдало је шест бораца ВРС и два цивила, којима је 2016. подигнут споменик код цркве. Становништво се углавном бави пољопривредом, посебно сточарством. У напуштеном објекту рудника угља, 1946. почела је да ради основна четворогодишња школа, која је 1954. пресељена у нови објекат. У рату 1992–1995. школа се налазила у зони борбених дејстава, па је измјештена у сусједно село Јавор, а 2014. враћена је у село Каштијељ, у нови школски објекат у Старом Каштијељу. Године 2021. радила је као подручна петогодишња школа, у саставу ОШ „Јован Дучић“, Шековићи. Црква Свете Петке Параскеве саграђена је 2002, на мјесту гдје се, друге недјеље послије Ђурђевдана, одржава сеоска молитва. У атару постоје гробља Дебело брдо и Поље. Село је електрифицирано 1973. године. Мјештани се снабдијевају водом из локалног водовода, спроведеног са каптираних извора: Водице, Забој, Козјача ријека и Студенац. До села је 1971. изграђен макадамски пут од Живиница, а 1980. од Шековића. Каштијељ је 2019. и 2021. добио асфалтиране путеве.

## Становништво
Насеље је на пописима становништва у Југославији забиљежено као „Каштијељ“.
| Демографија (Каштијељ) (Каштијељ) (Каштијељ) (Каштијељ) | Демографија (Каштијељ) (Каштијељ) (Каштијељ) (Каштијељ) | Демографија (Каштијељ) (Каштијељ) (Каштијељ) (Каштијељ) |
| Година                                                  | Становника                                              | Становника                                              |
| ------------------------------------------------------- | ------------------------------------------------------- | ------------------------------------------------------- |
| 1961.                                                   | 564                                                     |                                                         |
| 1971.                                                   | 638                                                     |                                                         |
| 1981.                                                   | 686                                                     |                                                         |
| 1991.                                                   | 514                                                     |                                                         |
| 2013.                                                   | 126                                                     |                                                         |